# Empfänger (GNSS)

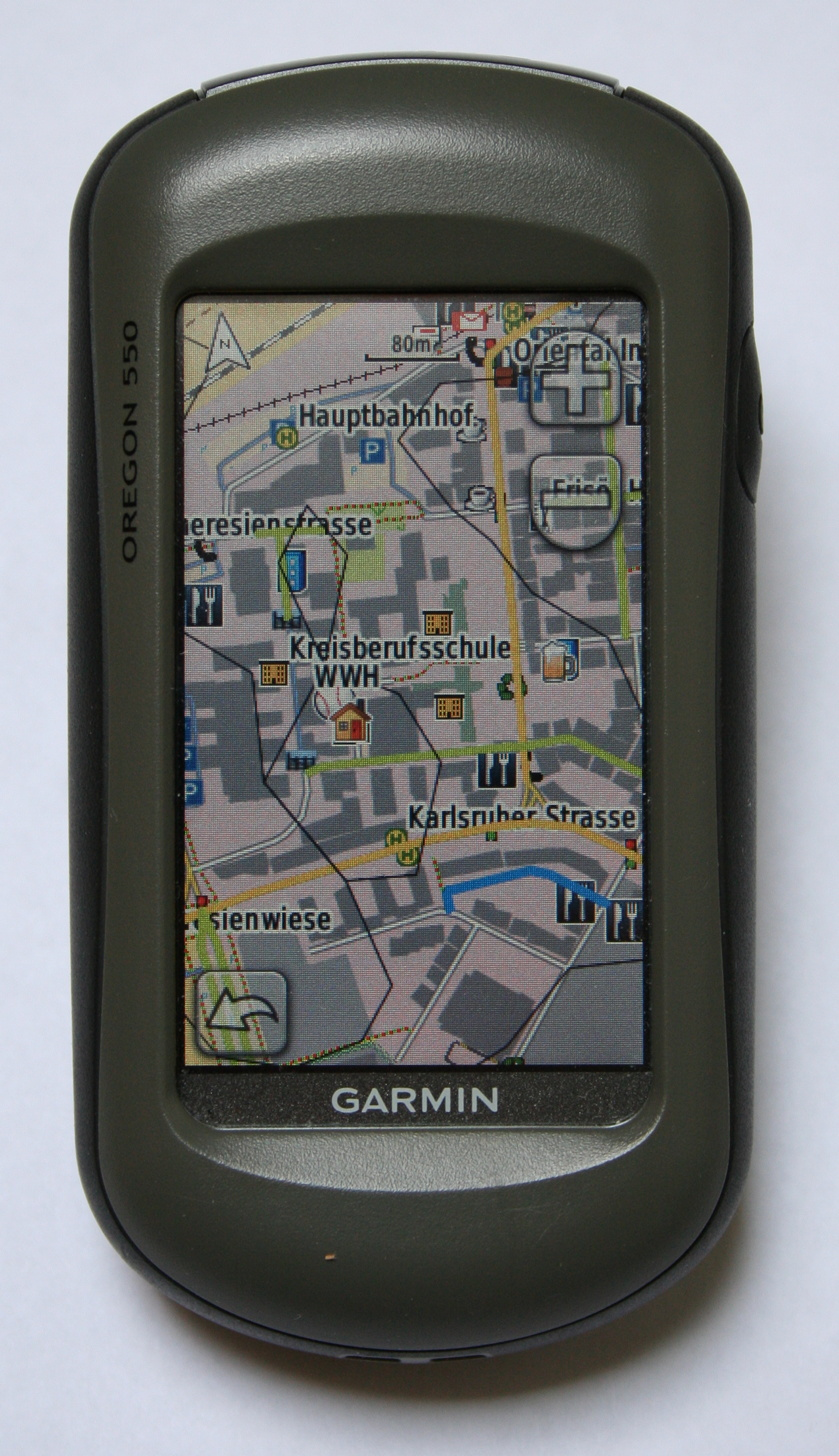
GPS-Empfänger mit elektronischer Karte

Ein Empfänger für globale Navigationssatellitensysteme (GNSS) ist ein Gerät, das aus den Satellitensignalen die eigene Position bestimmen kann.
Zivile Empfänger waren bis 2011 reine GPS-Empfänger. Seither gibt es auch Multisysteme, welche auch die Signale anderer GNSS-Systeme (z. B. GLONASS, Galileo) auswerten können und auch in Smartphones verbaut werden.

## Empfängerklassen

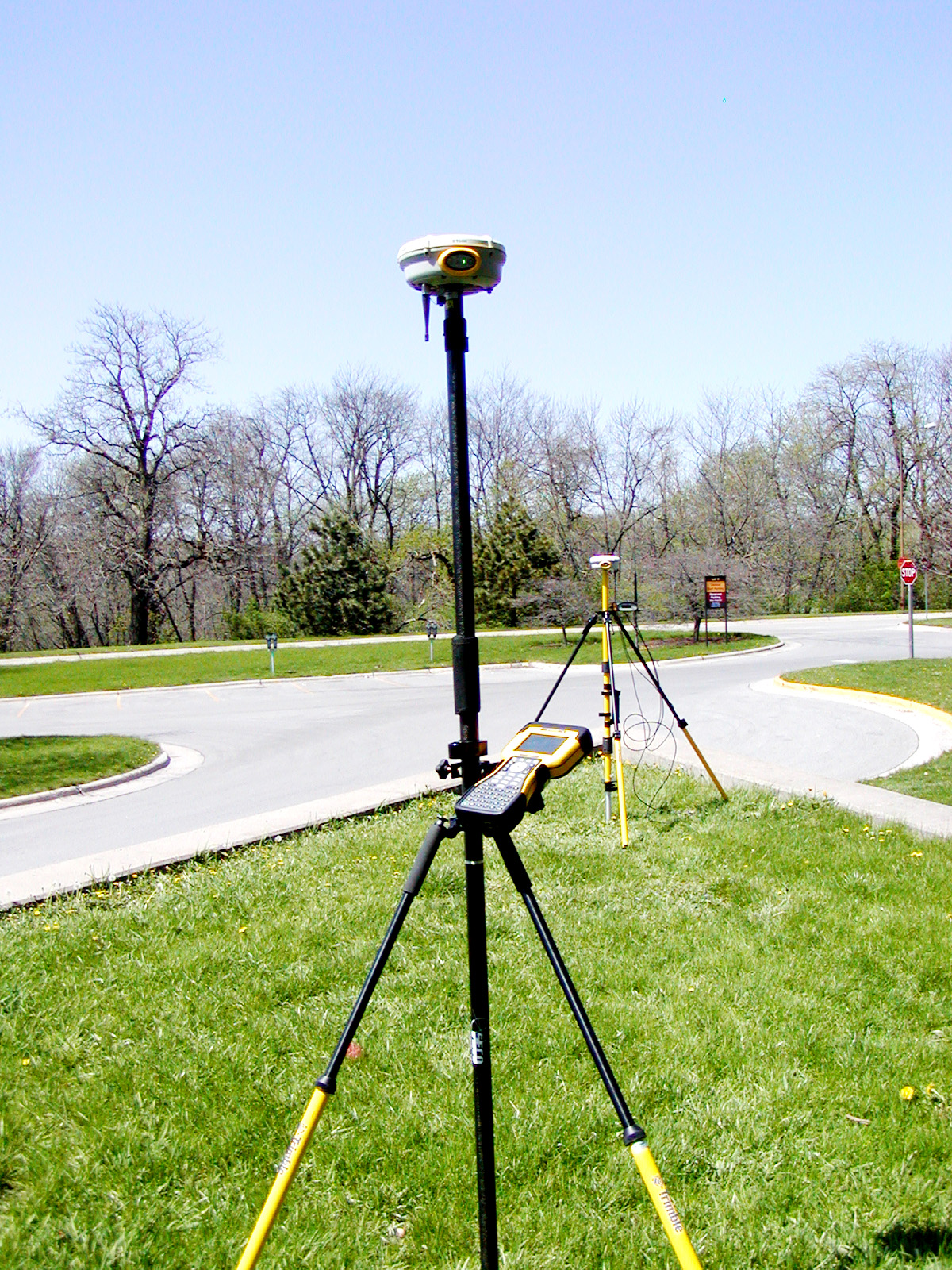
GPS-Hochleistungsantenne und professioneller GPS-Empfänger

Bis in die 1990er Jahre unterschied man nur zwischen Navigationsempfängern (Handheld bzw. fest montierte Geräte) und Präzisionsempfängern (die ersten tragbaren Navis baute Magellan um 1990, gefolgt von Garmins GPS I und II 1991–95). Heute klassifiziert man die Geräte hingegen nach ihrer praktischer Anforderung. In den Empfängern übernehmen integrierte Schaltkreise die Signalverarbeitung. Beispiele sind der SiRF Star III oder MTK II / MTK3329 / EB230 von MediaTek.
Für den Alltagseinsatz zur Positionsbestimmung genügen kleine Mobilgeräte. Ein GNSS-Empfängermodul mit Antenne und Stromversorgung kann weniger als 100 g wiegen.
Sie können unterschieden werden in:
Mäuse (GPS-Maus)
Sogenannte Mäuse sind meist flach gebaute mobile Einheiten aus Antenne und Empfänger, aber ohne grafische Benutzeroberfläche. Sie liefern fortlaufend Positionsdaten und übertragen sie beispielsweise über eine serielle RS-232-Schnittstelle oder eine Bluetooth-Verbindung an ein externes Gerät zur weiteren Verarbeitung.
Logger
Logger bestimmen fortlaufend Positionsdaten, speichern sie aber intern. Die Track Logs können über eine Schnittstelle ausgelesen werden.
Navigationsgeräte
Diese Empfänger verfügen über ein Display. Auf ihm stellt das Gerät Positionsdaten dar.
Navigationssysteme
Ein Navigationssystem zeigt den eigenen Standort und den zurückgelegten Weg auf einer elektronischen Karte. Sogenanntes Routing berechnet den Weg zu einem Zielpunkt.
Mobilfunkgeräte
Mobilfunkgeräte besitzen häufig einen GNSS-Empfänger. Diese Geräte können auch durch per Mobilfunk empfangene Zusatzinformationen (z. B. A-GPS) schnell und genau arbeiten.
Präzisionsgeräte
Industrieempfänger sind mit externen Antennen ausgestattet. Die Genauigkeit kann durch Zusatzinformationen von SBAS-Systemen deutlich gesteigert werden. Lokal verfügbare, oft kommerzielle DGPS-Korrektursignale, beispielsweise SAPOS oder ein eigener Referenzempfänger, verbessern die Ortsbestimmung sehr. Eine Nachberechnung der Messwerte kann eine relative Genauigkeit von unter 1 cm liefern.
Militärische Geräte (PGPS)
Neben dem freien GPS-Signal (L1) übertragen die GPS-Satelliten ein weiteres Signal (L2). Nur die US-Streitkräfte und befreundete Staaten erhalten einen Schlüssel, um das L2-Signal zu dekodieren.

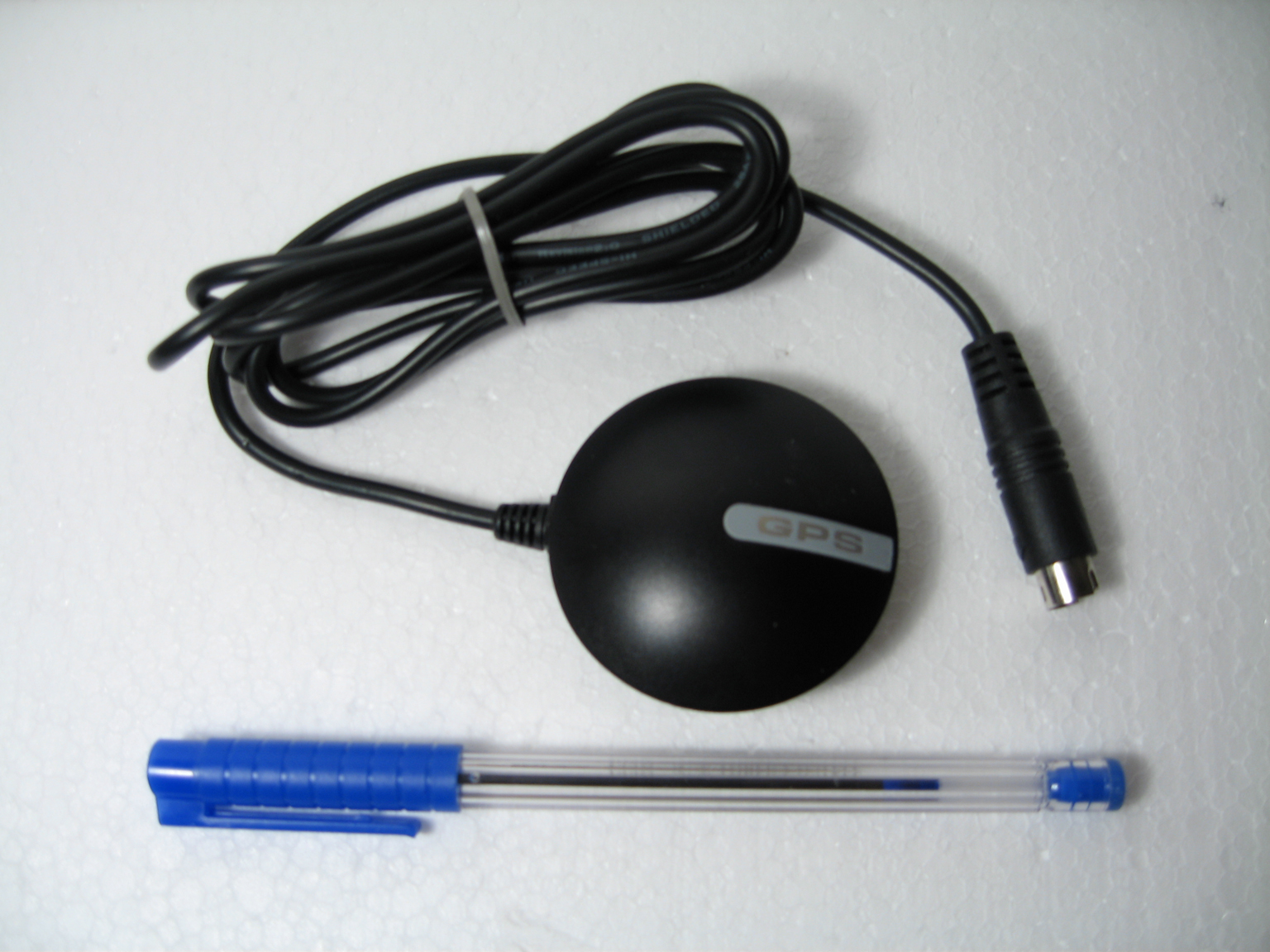
GPS-Maus
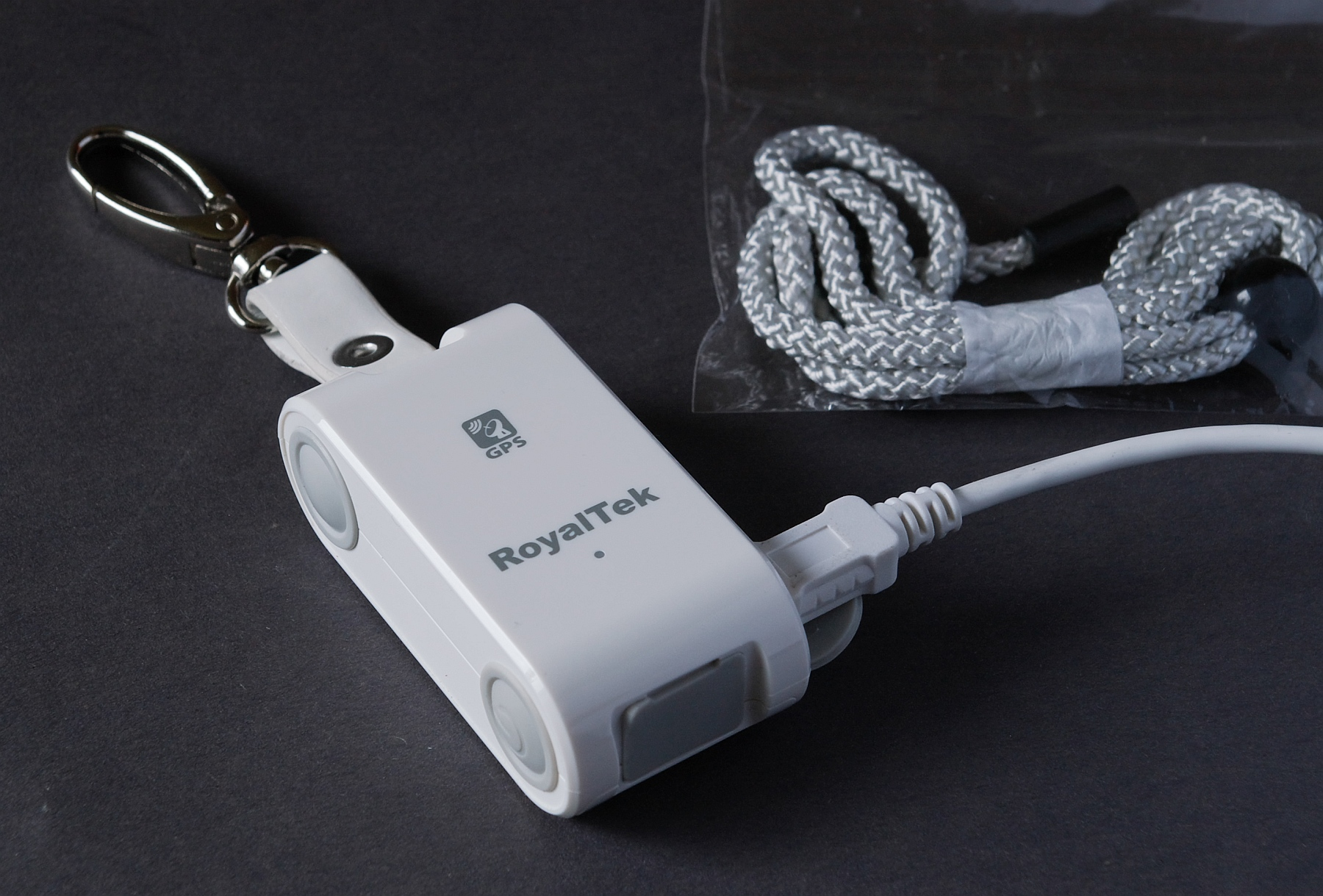
GPS-Datenlogger

## Hersteller
Bekannte Hersteller von GPS-Geräten sind
Blaupunkt,
Garmin,
Becker,
Leica Geosystems,
Lowrance,
Magellan Navigation,
Mio,
Navigon,
Silva,
TomTom
und
Trimble.
Die Empfänger-Bausteine stammen u. a. von Herstellern wie
Analog Devices,
Conexant,
Maxim Integrated Products,
SiRF
und
u-blox.

## Kartenanbieter
GNSS-Empfänger werden oft mit elektronischen Karten ergänzt.
Bekannte Anbieter solcher Karten sind Tele Atlas und HERE. Die Landesvermessungsämter in Deutschland und die Landestopografie der Schweiz bieten topographische Karten an. Seekarten werden hauptsächlich von Navionics, C-Map und Garmin angeboten.
Für Garmin-Geräte gibt es kostenlose und frei verfügbare OpenStreetMap-Karten in mehreren Ausführungen, auch für Radfahrer, Wanderer, Reiter und Skifahrer.

## Datenformat
Die Empfängerdaten werden oft im sogenannten NMEA-Format ausgegeben. Wenn der Empfänger die Daten weiter verarbeitet, erstellt er aus den Rohdaten ggf. einen sogenannten Track. Es ist eine Abfolge von Trackpunkten, die in bestimmten Abständen automatisch aufgezeichnet werden. Fast alle proprietären Datenformate lassen sich in GPS Exchange Format (GPX), ein offenes Format, konvertieren.